# Uwe Timm
Uwe Timm (Hamburgo,  30 de marzo de 1940) es un afamado escritor alemán.

## Biografía
Era el benjamín de la familia y su hermano mayor, soldado de la SS, falleció en Ucrania en 1943. Más tarde plasmó su relación con su hermano y su padre en su obra Am Beispiels meines Bruders / Tras la sombra de mi hermano. Tras trabajar como peletero en el negocio familiar, Timm estudió filosofía y filología germánica en Múnich y París y se doctoró en literatura alemana (1971) con la tesis El problema del absurdo en las obras de Albert Camus. Ya en los sesenta se había involucrado en actividades políticas de izquierda y se convirtió en miembro de la Unión de Estudiantes Alemanes Socialistas, al lado del asesinado Benno Ohnesorg. De 1973 a 1981 fue miembro del Partido Comunista Alemán. Fue tres veces escritor residente en universidades de habla inglesa. También ha sido profesor en las universidades de Paderborn, Darmstadt, Lüneburg y Frankfurt. Es miembro de la Academia Alemana de Lengua y Literatura de Darmstatd, del PEN club alemán y de la Academie der Künste.
Como narrador se especializó en literatura infantil y juvenil, pero también escribió novelas históricas como Icaria (2017), en que analiza el idealismo utópico y su conversión en el proyecto eugenésico alemán en torno a la figura real del médico Alfred Ploetz (1860-1940). De hecho, está casado con su nieta, la traductora argentina Dagmar Ploetz, quien, en el ámbito hispánico, tradujo al alemán obras de los españoles Rafael Chirbes y Juan Marsé y de autores latinoamericanos, en especial Gabriel García Márquez, de quien además tradujo dos biografías.

## Premios
- 1979 Literaturpreis der Stadt Bremen
- 1989 Literaturpreis der Stadt München
- 1990 Deutscher Jugendliteraturpreis
- 1996 Bayerischer Filmpreis
- 2001 Tukan-Preis
- 2001 Großer Literaturpreis der Bayerischen Akademie der Schönen Künste
- 2002 Literaturpreis der Stadt München
- 2002/03 Stadtschreiber von Bergen-Enkheim
- 2003 Schubart-Literaturpreis
- 2003 Erik-Reger-Preis
- 2006 Jakob-Wassermann-Literaturpreis
- 2006 Premio Napoli
- 2006 Premio Palermo
- 2009 Heinrich-Böll-Preis

## Obra
- Widersprüche, (1971)
- Heißer Sommer, (1974)
- Wolfenbütteler Straße 53,(1977)
- Morenga,(1978)
- Kerbels Flucht, (1980)
- Die Zugmaus, (1981)
- Die Piratenamsel, (1983)
- Der Mann auf dem Hochrad, (1984)
- Der Schlangenbaum, (1986)
- Kopfjäger,(1991)
- Erzählen und kein Ende, (1993)
- Die Entdeckung der Currywurst, (1993)
- Der Schatz auf Pagensand (1995)
- Johannisnacht, (1996)
- Nicht morgen, nicht gestern,(1999)
- Rot, Roman (2001)
- Halbschatten, Roman über Marga von Etzdorf (2008)
- Freitisch (2011)
- Vogelweide (2013)
- Ikarien (2017).